# Toudourou
Toudourou est un village du Cameroun situé dans le département de la Mayo-Tsanaga et la Région de l'Extrême-Nord, à proximité de la frontière avec le Nigeria. Il fait partie de la commune de Mokolo et du canton de Gawar.

## Géographie
Toudourou se situe à 30 km au Sud de Gawar Windé sur la route P29.

## Démographie
Lors du recensement de 2005 (3e RGPH), Toudourou compte 535 habitants dont 250 hommes et 285 femmes.